# Incestophantes laricetorum
Incestophantes laricetorum är en spindelart som först beskrevs av Andrei V. Tanasevitch och Kirill Yeskov 1987.  Incestophantes laricetorum ingår i släktet Incestophantes och familjen täckvävarspindlar. Inga underarter finns listade i Catalogue of Life.